# Katedrála Neposkvrněné Matky Boží (Monako)

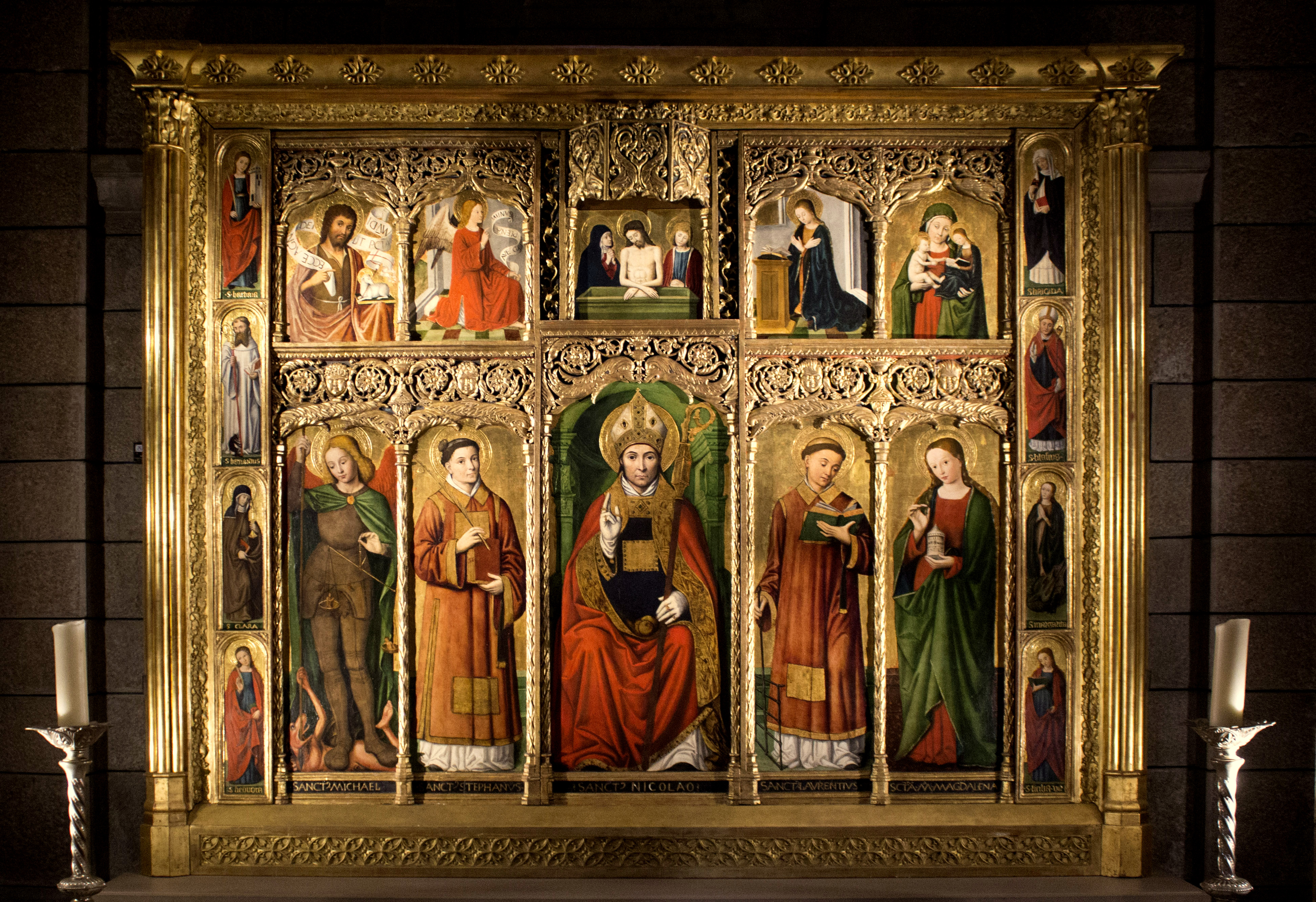
Oltář svatého Mikuláše od Ludovika Brey z roku 1500 v Monacké katedrále

Katedrála Neposkvrněné Matky Boží v Monaku (francouzsky) Cathédrale Notre-Dame-Immaculée de Monaco) v běžném hovoru též Monacká katedrála (Cathédrale de Monaco) je hlavním kostelem monacké arcidiecéze nacházejícím se v monacké městské části Monaco-Ville. Jsou zde uloženy ostatky mnoha vládců a dalších členů rodu Grimaldiů včetně kněžny Grace a knížete Rainiera III. († 2005).
Katedrála byla vybudována v letech 1875–1903 na místě prvního farního kostela v Monaku postaveného v roce 1252 a zasvěceného svatému Mikuláši, který byl zbořen v roce 1874. Proto bývá někdy nazývána katedrálou svatého Mikuláše. Dóm byl vysvěcen roku 1911.
Za povšimnutí stojí retábl napravo od příčné lodi (kolem roku 1500), velký oltář svatého Mikuláše od italského renesančního malíře Ludovika Brey a biskupský stolec z bílého kararského mramoru.
Během velkých náboženských svátků, jako je například Svátek svaté Devoty, patronky Monaka, (27. ledna) a Státní svátek Monaka (19. listopadu) se tu konají pontifikální mše. O svátcích a při náboženských hudebních obřadech může návštěvník v katedrále slyšet velkolepé chrámové varhany se čtyřmi manuály (klaviaturami), jež byly uvedeny do provozu v roce 1976.
Od září do června zpívají každou neděli během mše v 10 hodin Les Petits Chanteurs de Monaco (Malí monačtí zpěváci) a zpěváci Školy katedrálního pěveckého sboru. Každoročně se zde 6. prosince koná mše, při níž se setkávají malé děti, aby si radostně připomněly život svatého Mikuláše.